# Chlorid holmitý
Chlorid holmitý je anorganická sloučenina s chemickým vzorcem HoCl3.

## Příprava
Nejčastěji je chlorid holmitý připravován zahříváním směsi oxidu holmitého s chloridem amonným na teplotu 200-250 °C:
Ho2O3 + 6 NH4Cl → 2 HoCl3 + 6 NH3 + 2 H2O
Hexahydrát chloridu holmitého lze připravit reakcí holmia s kyselinou chlorovodíkovou:
2 Ho + 6 HCl → 2 HoCl3 + 3 H2
Lze jej také připravit přímo z prvků:
2 Ho + 3 Cl2 → 2 HoCl3

## Vlastnosti
Chlorid holmitý a jeho hexahydrát jsou světle žluté pevné látky, které vykazují změnu barvy při změně osvětlení, stejně jako oxid holmitý. Chlorid holmitý je žlutý na přirozeném světle a jasně růžový při osvětlení zářivkou. Jsou to pevné látky, které jsou rozpustné ve vodě. Hexahydrát začíná při teplotě 64 °C uvolňovat svoji krystalovou vodu. Chlorid holmitý krystalizuje v jednoklonné soustavě typu chloridu hlinitého s prostorovou grupou C2/m (číslo 12) a mřížkovými parametry a = 685 pm, b = 1185 pm, c = 639 pm, β = 110,8°. V pevném stavu má chlorid holmitý vrstevnatou strukturu typu chloridu yttritého.

## Využití
Chlorid holmitý se využívá k výrobě čistého holmia. Využívá se hlavně ve výzkumu.